# Krestovskij ostrov (stanice metra v Petrohradu)
Krestovskij ostrov (rusky Крестовский остров) je stanice petrohradského metra. Do zprovoznění úseku Dostojevskaja – Spasskaja 7. března 2009 byla součástí linky Pravoberežnaja.
Kvůli zpoždění výstavby nadzemního vestibulu byla stanice otevřena 3. září 1999, několik měsíců po zahájení dopravy v úseku Čkalovskaja – Staraja Děrevňa. Do té doby vlaky projížděly.
Pojmenována je podle umístění na stejnojmenném ostrově. V západní části ostrova je další stanice metra Novokrestovskaja na lince Něvsko-Vasileostrovskaja. Stanice nejsou v docházkové vzdálenosti (jsou od sebe 2,5 km daleko).